# TFC Academy

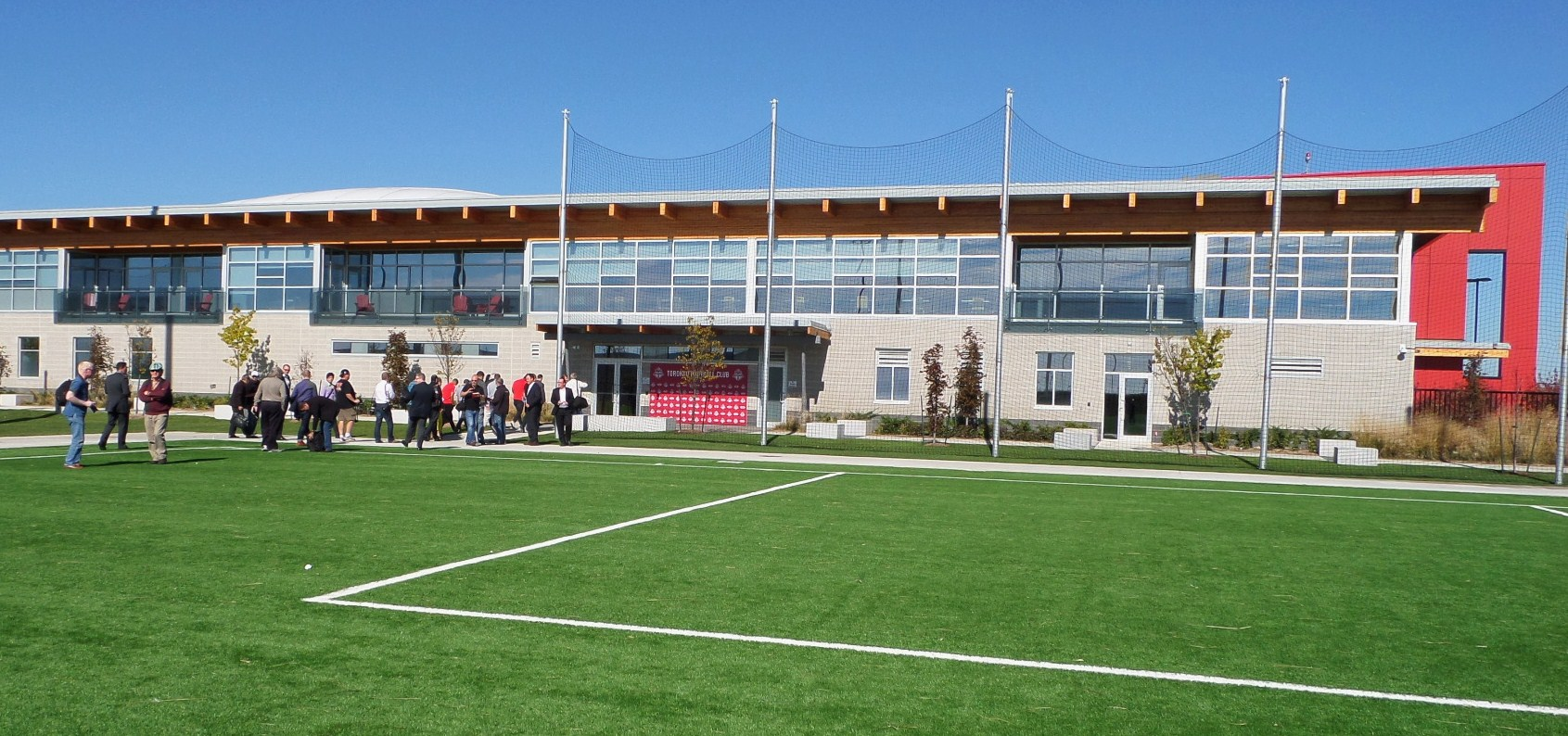
Vista lateral del KIA training ground

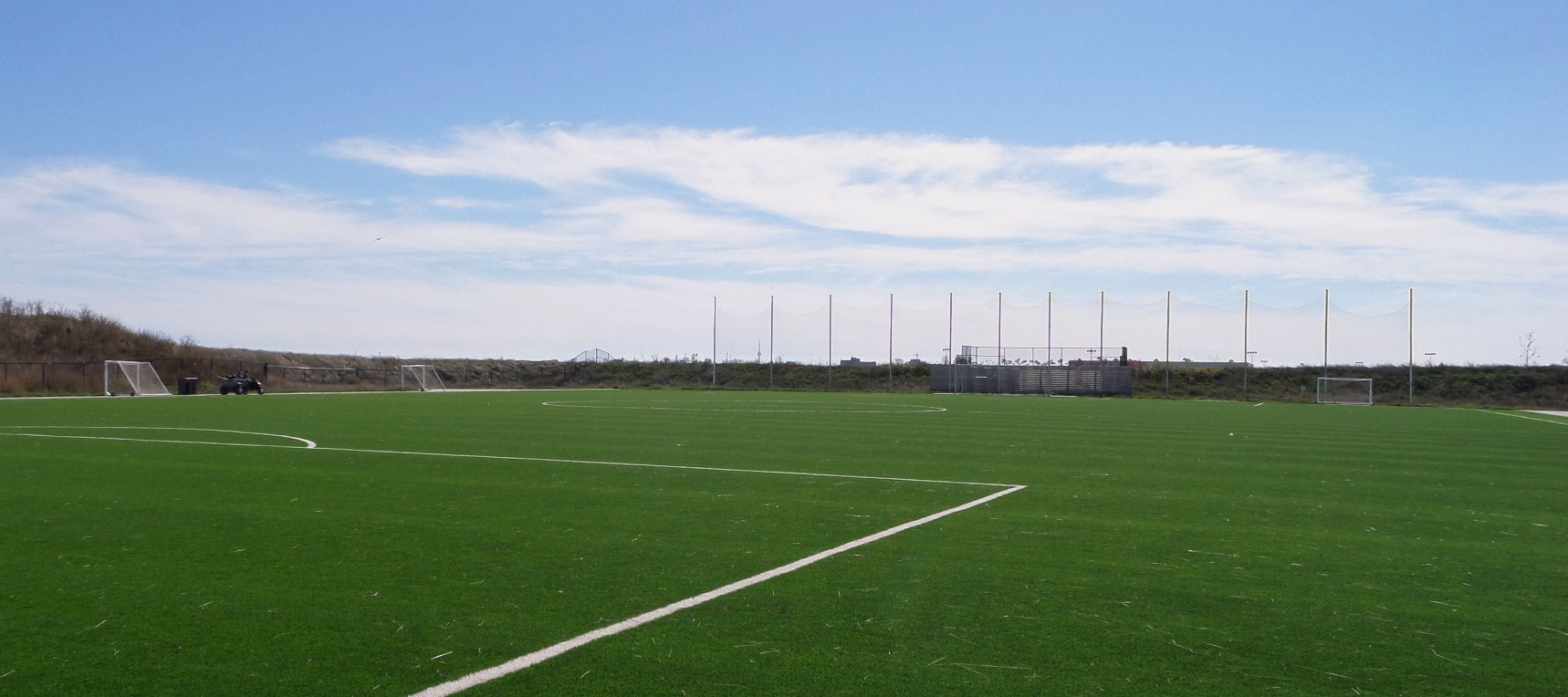
Campo del KIA Training ground

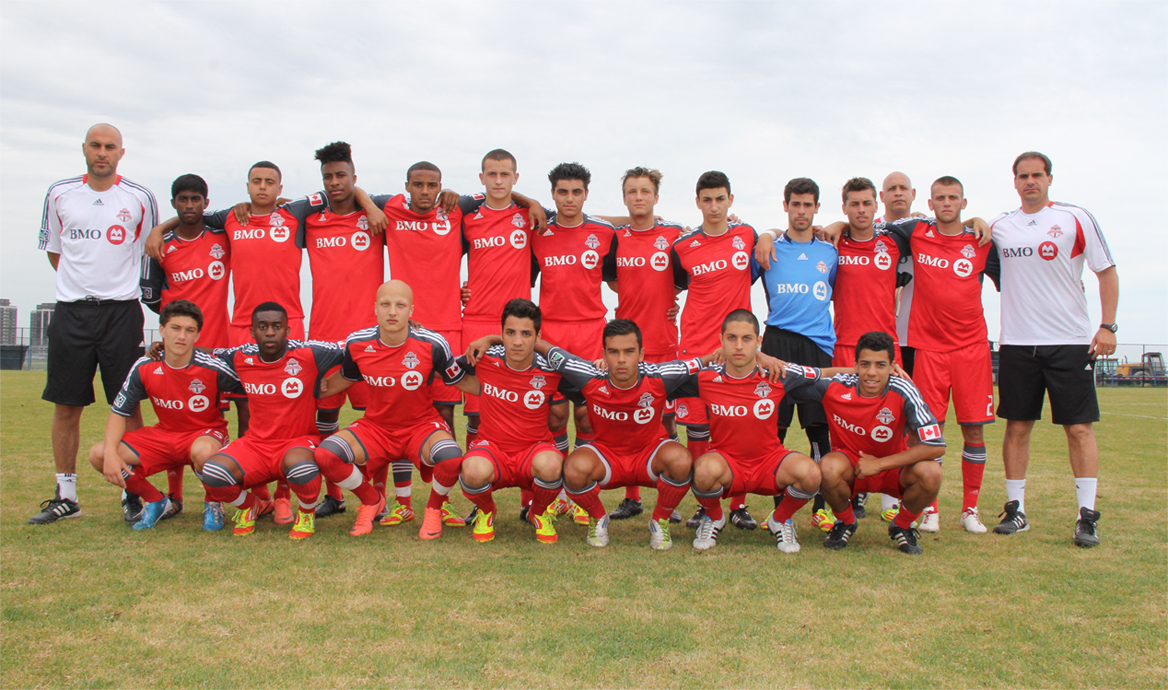
TFC Academy 2012.

El TFC Academy es un equipo de fútbol de Canadá que juega en la USL Premier Development League, la cuarta liga de fútbol en importancia en los Estados Unidos.

## Historia
Fue fundado en el año 2008 en la ciudad de Toronto, Ontario y es el equipo que representa a la academia de formación de jugadores del Toronto FC de la MLS, el cual se compone de equipos divisionales según la edad de los jugadores. El club inició en la League1 Ontario, la tercera división del fútbol canadiense.
En noviembre del 2014, el Toronto FC anunció que el equipo de su academia de jugadores se uniría a la USL Premier Development League para la temporada 2015, así como un nuevo club en la USL PRO, el cual es el Toronto FC II.

## Gerencia
- Greg Vanney Director de la Academia
- Jaime McMillan Player Development Manager
- Danny Dichio U13 Head Coach
- Anthony Capotosto Junior Team Head Coach
- Michael Stefano Senior Team Head Coach
- Rick Titus U14 Head Coach
- Gianni Cimini U12 Head Coach

## Jugadores

### Jugadores destacados
| - Doneil Henry - Nicholas Lindsay - Ashtone Morgan - Oscar Cordon - Keith Makubuya - Matt Stinson - Quillan Roberts - Manny Aparicio - Jordan Hamilton - Chris Mannella - Jay Chapman | - Amadou Sanyang - Josh Janniere - Russell Teibert - Keven Alemán - Dylan Carreiro - Michael Petrasso - Jordan Murrell - Tyler Pasher |